# 사데크 헤다야트

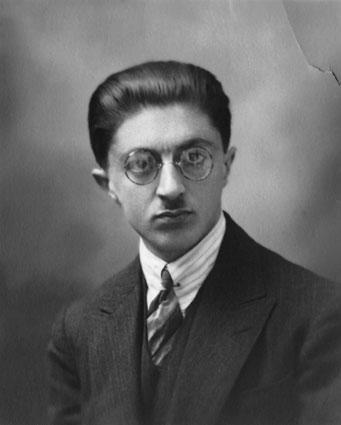
사데크 헤다야트

사데크 헤다야트(1903년 2월 17일 ~ 1951년 4월 9일, 페르시아어: صادق هدایت)는 이란의 소설가, 언어학자이다. 테헤란의 명문 태생이며 프랑스 파리에서 가스로 자살하였다. 이란의 대표적인 페르시아어 작가로 평한다.
프랑스 문학의 영향을 받아 실존주의적 경향이 강하고 작품에는 많은 속어(俗語)를 사용하여 문학의 대중화에 노력하였다. 사회와 역사를 테마로 한 작품이 많으며 장편 <하지 아가> <눈먼 올빼미> 등이 있고, 단편집에도 <들개> <세 방울의 피> <생매장(生埋葬)>이 있으며 희곡·민화집(民話集)·번역·고전 연구가 있다.

## 같이 보기
- 페르시아 문학
- 이란 철학

## 참고 자료
- 이 문서에는 다음커뮤니케이션(현 카카오)에서 GFDL 또는 CC-SA 라이선스로 배포한 글로벌 세계대백과사전의 내용을 기초로 작성된 글이 포함되어 있습니다.